# Ferganacris
Ferganacris is een geslacht van rechtvleugeligen uit de familie veldsprinkhanen (Acrididae). De wetenschappelijke naam van dit geslacht is voor het eerst geldig gepubliceerd in 1988 door Sergeev & Bugrov.

## Soorten
Het geslacht Ferganacris  is monotypisch en omvat slechts de volgende soort:
- Ferganacris mushketovi (Sergeev & Bugrov, 1988)